# Michael Scheytt
Michael Scheytt (* 16. Juni 1959) ist ein ehemaliger deutscher Langstreckenläufer.

## Leben
Bei den Deutschen Meisterschaften über 10.000 Meter wurde er 1982 und 1988 Zweiter, 1985 und 1986 Dritter. 1986 wurde er Deutscher Meister im 25-km-Straßenlauf, 1986, 1987 und 1994 Deutscher Meister im Berglauf.
Bei den Deutschen Crossmeisterschaften auf der Langstrecke wurde der 1982 Vierter, 1983 Fünfter, 1984 Dritter, 1985 Zweiter, 1986 Zweiter, 1987 Dritter, 1988 Vierter und 1993 Vierter.
Bei den FISU Cross-Weltmeisterschaften (Studenten) 1984 in Antwerpen gewann er Einzel und mit der Mannschaft die Meisterschaft. 
Bei den Crosslauf-Weltmeisterschaften kam er 1982 in Rom auf Rang 68, 1983 in Gateshead auf Rang 52, 1984 in East Rutherford auf Rang 56, 1985 in Lissabon auf Rang 75 und 1986 in Colombier auf Rang 98. 
1988 wurde er Dritter beim Houston-Marathon. 1994 lief er bei den Halbmarathon-Weltmeisterschaften in Oslo auf dem 54. Platz ein.
Michael Scheytt startete von 1979 bis 1985 und von 1994 bis 1996 für den VfL Sindelfingen, von 1986 bis 1987 für den SKV Eglosheim und von 1988 bis 1990 für das LAC München.

## Persönliche Bestzeiten
- 3000 m: 8:03,76 min, 29. Mai 1982, Fürth
- 5000 m: 13:42,5 min, 18. Mai 1983, Koblenz
- 10.000 m: 28:15,68 min, 30. Mai 1986, Aachen
- Halbmarathon: 1:01:53 h, 5. September 1987, Ay
- 25-km-Straßenlauf: 1:15:39 h, 25. September 1983, Frankenberg
- Marathon: 2:14:15 h, 17. Januar 1988, Houston